# Samson und Dalila (Rubens)

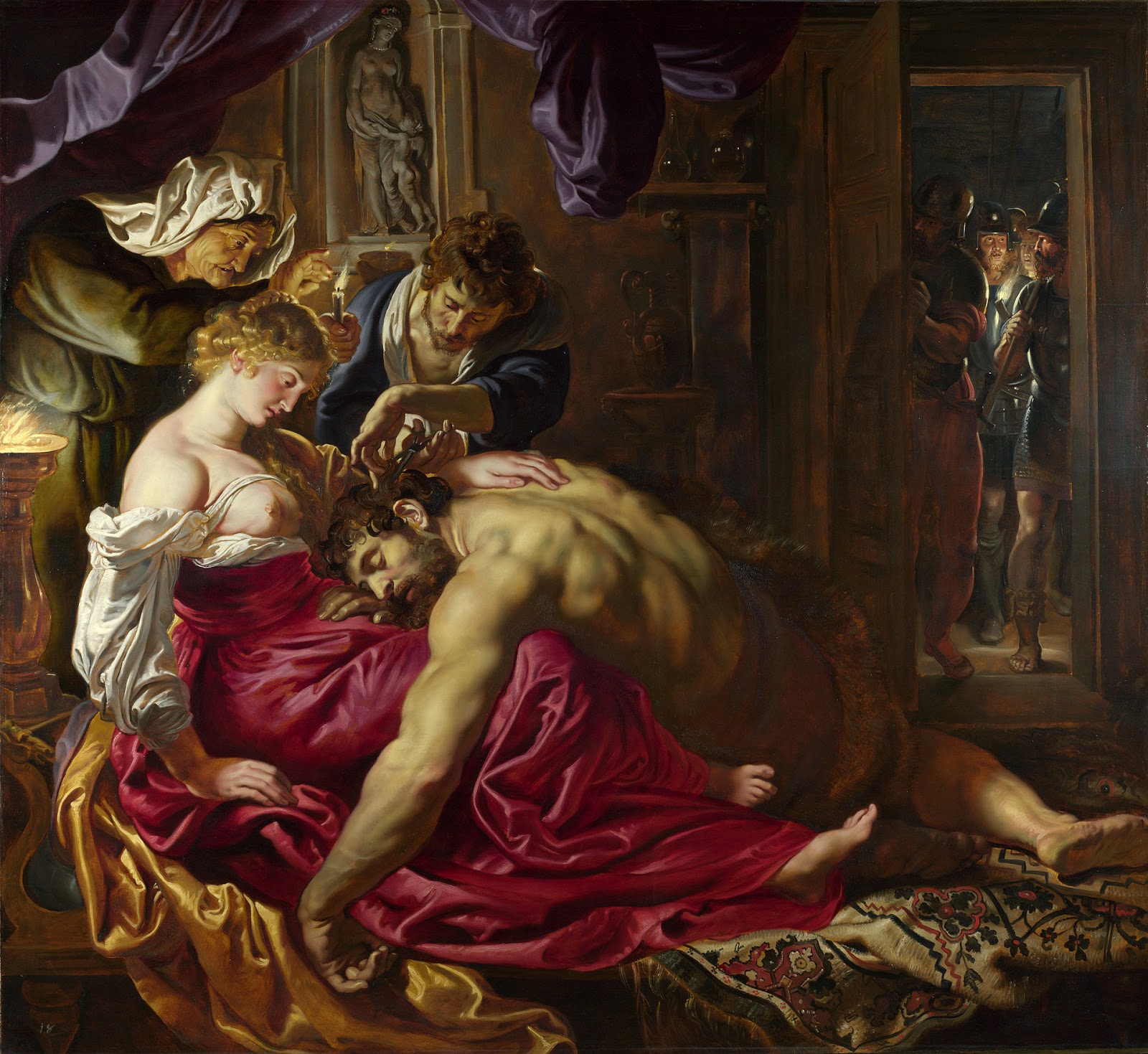
Peter Paul Rubens, Samson und Dalila, um 1609/10, 185 × 205 cm, Öl auf Holz, National Gallery (London)

Samson und Dalila ist ein Barockgemälde des flämischen Künstlers Peter Paul Rubens aus der Zeit um 1609/10. Es zeigt die alttestamentarische Geschichte des Verrats der Dalila an ihrem Geliebten Samson, dem nasiriäischen Krieger mit übermenschlicher physischer Kraft. Das Ölgemälde auf Holz ist 185 × 205 cm groß und ist in der National Gallery (London) ausgestellt.

## Beschreibung
Rubens hielt im Gemälde den Augenblick des Verrats fest, bei dem die erste Locke Samsons abgeschnitten wird und bereits die Soldaten der Philister warten, um ihn zu blenden. Die Hauptaktion spielt sich in der hell beleuchteten linken Bildhälfte ab. Samson liegt schlafend auf dem Schoß Dalilas, der Schwung seines Rückens zieht das Auge des Betrachters nach oben zu den Gesichtern der drei Hauptpersonen. Dalila blickt auf ihren Geliebten Samson herab mit einer Hand auf seinem Rücken. Ihre nackte Brust und das satte Rot ihres Kleides, das auch die dominierende Farbe des Gemäldes ist, symbolisiert die Leidenschaft der beiden. Über Samson gebeugt steht ein Barbier, der vorsichtig mit einer Schere beginnt, Samsons Haare abzuschneiden. Neben ihm und über Dalila steht eine alte Frau, die in der Bibel nicht erwähnt wird. Sie symbolisiert den Verrat und das wahre Gesicht Dalilas. Oberhalb der Personen steht eine Statue der Venus und Cupido, welche die Erotik der Szene unterstreicht. In der rechten Bildhälfte warten die Philister an der Türschwelle mit einer Fackel.

## Maltechnik
Das Gemälde wurde kurz nach dem Ankauf durch die National Gallery in London gereinigt und wissenschaftlich untersucht. Rubens verwendete die in der Barockperiode üblichen Pigmente wie Zinnober, Ocker, Bleizinngelb und Krapp. Bemerkenswert ist die Tatsache, dass die blaue Jacke des Mannes, welcher im Begriff ist, Samson eine Haarsträhne abzuschneiden, kein blaues Pigment enthält. Rubens verwendete hier eine Mischung aus Holzkohle, Bleiweiss und ein wenig Karminlack. Eine illustrierte Pigmentanalyse dieses Gemäldes findet man bei ColourLex oder im Farbenbuch.

## Provenienz
Das Gemälde wurde um 1609 von dem Antwerpener Bürgermeister Nicolaas Rockox wohl für den großen Salon seines Wohnhauses bei Rubens in Auftrag gegeben. Als Rockox im Dezember 1640 starb, vermachte er seinen ganzen Besitz den Almoseniern der Stadt, die das Hab und Gut im Juni 1641 versteigern ließen. Wer das Gemälde erwarb, ist nicht bekannt. Im Jahr 1700 erwarb Fürst Johann Adam I. Andreas von Liechtenstein ein Gemälde mit dem Titel von den Kunsthändlern Forchondt, die das Werk Rubens zuschrieben, im Katalog der fürstlichen Galerie wurde es später aber kurz dem Rubens-Schüler Jan van den Hoecke zugewiesen. Im Jahr 1880 veräußerte Johann II. von Liechtenstein das Werk nach Paris, wo es der Kunsthistoriker und Rubens-Forscher Ludwig Burchard 1929 entdeckte und Rubens zuschrieb. Der Industrielle August Neuerburg erwarb es dann in Hamburg von den Galeristen Van Diemen und Benedict. Im Jahr 1982 wurde es schließlich bei Christie’s in London versteigert und die National Gallery erwarb das Gemälde.